# サンプールナ・クラーンティ急行
サンプールナ・クラーンティ急行（英語: Sampoorna Kranti Express、ヒンディー語: संपूर्ण क्रांति ट्रेन）は、インド鉄道が運営する急行列車の1つ。首都・ニューデリーと大都市のパトナの間を結び、高速急行（Superfast Express）と位置付けられる場合もある。愛称はビハール州の政治運動「ビハール運動（संपूर्ण क्रांति）」が由来となっている。

## 概要
2002年2月17日から営業運転を開始した急行列車。古くから旅客需要が高いニューデリーとパトナを結ぶ列車として設定され、ニューデリー駅とラジェンドラ・ナガール・ターミナル駅の間を12時間30分かけて走行する夜行列車である。同区間を走るラージダーニー急行（ラジェンドラ・ナガール-ニューデリー・テジャス・ラージダーニー急行）と同等の速度で運行され、途中の停車駅も5駅と少なく設定されている一方、サンプールナ・クラーンティ急行は運行開始当初から非冷房車両が連結されている他、運賃も食事料金を別に設定するなどの措置により安価に抑えられている。これらの特徴から、「庶民のラージダーニー急行（आम आदमी की राजधानी एक्सप्रेस）」とも称されている。
車両については、運行開始当初は同区間を走る他の列車同様にICF客車が用いられていたが、2012年7月に安全性や高速性、快適性を向上させたLHB客車に置き換えられ、2015年8月からは最高速度が130 km/hに向上している。